# William Selden
William Selden (* 31. Januar 1791 im Henrico County, Virginia; † 7. April 1874) war vom 22. Juli 1839 bis zum 23. November 1850 Treasurer of the United States. Er bekleidete den Posten unter sechs US-Präsidenten: Martin Van Buren, William Henry Harrison, John Tyler, James K. Polk, Zachary Taylor und Millard Fillmore.

## Werdegang
William Selden war der Sohn von Elizabeth Armistead Selden (1752–1833) und Miles Selden (1752–1811). Er saß zwischen 1813 und 1816 sowie zwischen 1818 und 1821 für das Henrico County im Abgeordnetenhaus von Virginia. Später arbeitete er als Registrar im Grundbuchamt. US-Präsident Martin Van Buren ernannte ihn 1839 zum Treasurer of the United States, ein Posten, den er bis 1850 innehatte. Seine Amtszeit war vom Mexikanisch-Amerikanischen Krieg überschattet.

## Familie
Selden war zweimal verheiratet. Am 26. November 1833 heiratete er Maria Eliza Swann († 1834). Das Paar hatte ein gemeinsames Kind. Nach dem Tod seiner ersten Ehefrau heiratete er am 9. Juni 1840 Emily Hunter. Mit seiner zweiten Ehefrau hatte er acht Kinder.